# 4 Nelson Mandela Place

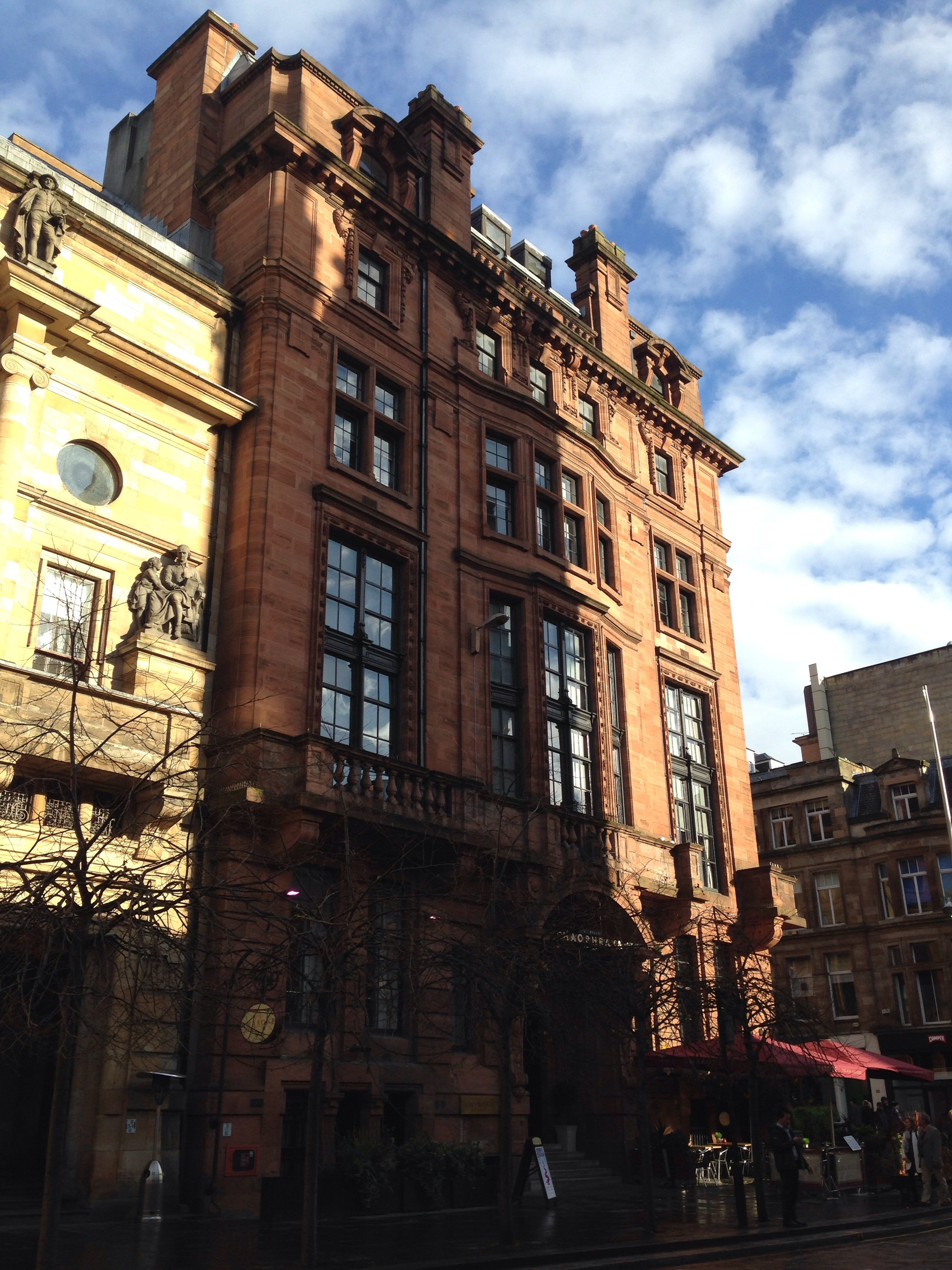
4 Nelson Mandela Place

Unter der Adresse 4 Nelson Mandela Place in der schottischen Stadt Glasgow befindet sich ein Geschäftsgebäude. 1970 wurde das Bauwerk als Einzeldenkmal in die schottischen Denkmallisten zunächst in der Kategorie B aufgenommen. Die Hochstufung in die höchste Denkmalkategorie A erfolgte 1988.

## Geschichte
Im Jahre 1887 baute der lokale Liberal Club das ehemalige Bedford Hotel zu seinem Sitz um. 1907 wurde eine Ausschreibung für einen Neubau begonnen. Das Architekturbüro Campbell Douglas & Paterson gewann den Wettbewerb mit einem Entwurf des dort tätigen Donald McKay Stoddart. Das Gebäude wurde zwischen 1907 und 1909 errichtet und das ehemalige Bedford Hotel abgebrochen. In den 1930er Jahren kaufte das nebenliegende Athenaeum Theatre das Gebäude auf und nutzte es weiter. Später beherbergte das Gebäude die Royal Scottish Academy of Music, der späteren Royal Academy of Music and Drama und dem heutigen Royal Conservatoire of Scotland.

## Beschreibung
Bei dem im edwardianischen Neobarock ausgestalteten Gebäude handelt es sich um das Eckhaus zwischen Buchanan Street und Nelson Mandela Place. Es steht der St George’s Tron Church gegenüber. Die Fassade des fünfstöckigen Hauses entlang der Buchanan Street ist fünf, entlang des Nelson Mandela Place drei Achsen weit. Im Bereich des Erdgeschosses ist das Mauerwerk rustiziert. Ein weiter Segmentbogengiebel, dessen Konsolen mit Löwenköpfen gestaltet sind, verdacht das Portal am Nelson Mandela Place. Darüber tritt ein Erker mit Drillingsfenstern schwach aus der Fassade heraus. Es flankieren Zwillingsfenster. Die Fassadengestaltung des darüberliegenden Geschosses ist weitgehend gleich, die Fenster sind jedoch mit steinernen Fensterkreuzen gearbeitet. Es bestehen zahlreiche Analogien zu der Fassade entlang der Buchanan Street.